# Ecliptopera effusa
Ecliptopera effusa là một loài bướm đêm trong họ Geometridae.